# Fonds d'intervention économique régional
Au Québec, le Fonds d'intervention économique régional (FIER) est un fonds d'aide économique destiné aux entreprises (démarrage, développement, redressement) et aux projets de développement régional. 
Il est majoritairement financé par le gouvernement du Québec (par l'intermédiaire d'Investissement Québec), à hauteur de 318 millions de dollars, ainsi que par des investisseurs privés (278 millions), le Fonds de solidarité FTQ (50 millions), le Capital régional et coopératif Desjardins (25 millions) et le fonds Fondaction de la CSN (15 millions).
Il existe plusieurs dizaines de FIER régionaux, couvrant l'ensemble du territoire québécois.

## Controverses
Au début du mois de mai 2009, la gestion des FIER a été mise en doute par l'opposition : certains investissements n'auraient pas été dirigés dans les régions prévues.